# Kwidzyn
Kwidzyn (tyska: Marienwerder) är en stad i Pommerns vojvodskap i norra Polen längs med floden Liwa. Staden har 40 008 invånare (2004).

## Historia
Det 1232 av Tyska orden grundlagda slottet, förr säte för biskoparna av Pomesanien.
Marienwerder blev en del av Hertigdömet Preussen, en polsk vasall, när detta skapades 1525. Hertigdömet ärvdes Hohenzollern 1618 och blev en del av kungariket Preussen när detta bildades 1701.
Marienwerder intogs av Gustav II Adolf i augusti 1628, varefter ett retranchemang uppkastades omkring staden. I juni 1629 utrymdes Marienwerder av svenskarna och besattes av polackerna och de kejserliga. Under Karl X Gustavs krig överrumplades Marienwerder av svenskarna såväl 12 september 1658 som 10 februari 1659. 
När Preussens båda delar förenades vid Polens första delning 1772 tilldelades orten den nygrundade preussiska provinsen Westpreussen.
Orten var belägen vid järnvägen Thorn-Marienburg, 5 km från Weichsel, och 1905 hade Marienwerder 10 258 invånare. Staden var säte för Westpreussens Oberlandesgericht samt hade gymnasium, högre flickskola med seminarium samt underofficersskola.
Marienwerder också huvudstad i regeringsområdet med samma namn. Det omfattande södra och större delen av Westpreussen och indelades i 17 kretsar. 1910 var dess yta 17 592 km2 och hade 960 855 invånare, av vilka något mer än hälften katoliker.
I samband med att det andra polska republiken grundades 1920 röstade ortens befolkning för att stanna i Tyskland, varpå Marienwerder blev en del av Ostpreussen. Efter Tysklands nederlag i andra världskriget 1945 hamnade orten öster om Oder-Neisse-linjen och tillföll Polen.

## Kända personer med anknytning till Kwidzyn
- Hans von Auerswald
- Rudolf von Auerswald (1795–1866)
- Ernst Kossak (1814–1880), journalist
- Rudolf Heidenhain (1834–1897)
- Gustav Cohn (1840–1919), ekonom
- Paul Speratus (1484-1551/1554), teolog
- Dorothea av Montau, helgon
- Richard Eduard John, jurist
- Heinrich Friedrich Jacobson, jurist
- Heinrich Ludwig Robert Giseke
- Friedrich Gotlob Hennig